# Johnny Micheal Spann
Johnny Micheal Spann (bolj znan kot Mike Spann), ameriški častnik in operativec, * 1. marec 1969, Winfield, Alabama, ZDA, † 25. november 2001, Mazar-el Šarif, Afganistan.
Stotnik Spann je bil prvi Američan, ki je padel v boju med operacijo Končna svoboda, ameriško invazijo na Afganistan ter hkrati tudi prvi Američan, ki je padel v boju med globalno vojno proti terorizmu.

## Življenjepis
Spann se je rodil v majhnem mestu Winfield v Alamabi, kjer je končal osnovno in srednjo šolo.
Pri sedemnajstih letih je postal civilni pilot, kmalu zatem pa še potrjeni reševalni potapljač in padalec.
Nato se je vpisal na Univerzo Auburn. Decembra 1991 se je vpisal v Rezervo KMP ZDA, naslednje leto po diplomiranju pa še v Častniško trenažno šolo KMP ZDA.
Postal je artilerijski častnik; specializiral se je za usmerjanje artilerijske in zračne podpore.
Ker ni bil udeležen v bojih in je želel bolj aktivno službo, je junija 1999 zapustil Korpus in se pridružil Oddelku za specialne aktivnosti, paravojaški enoti CIE.
O njegovi karieri v CII ni dosti znano, saj je bilo njegovo delo zaupno. V sklopu operacije Končna svoboda je bil novembra 2001 v afganistanskem zaporu Mazar-el Šarif, kjer so bili zaprti ujeti talibani; tu je delal kot zasliševalec. 25. novembra so ujetniki sprožili upor, zajeli par paznikov (med njimi tudi Spanna) in jih ubili.
Ker je služil premalo časa v oboroženih silah, ni bil upravičen do pokop na nacionalnem pokopališču Arlington, je predsednik ZDA George Bush na prošnjo njegove družine izdal dovoljenje.
Njegovo smrt obeležuje tudi zvezda na zidu v poveljstvu CIE v Langleyu.